# Mecynometa caudata
Mecynometa caudata är en spindelart som beskrevs av Cândido Firmino de Mello-Leitão 1944. 
Mecynometa caudata ingår i släktet Mecynometa och familjen käkspindlar. Inga underarter finns listade i Catalogue of Life.